# Šira Haasová
Šira Haasová (hebrejsky שירה האס‎, * 11. května 1995 Tel Aviv) je izraelská herečka, známá z mezinárodních produkcí. Hlavní role ztvárnila v seriálech Netflixu Neortodoxní a Těla.
Za postavu v Neortodoxních byla nominována na Emmy, Critics' Choice Awards, Satellite Award i Zlatý glóbus. Kvůli této roli se naučila jidiš. Má též dvě izraelské filmové Ofirovy ceny. Za roli ve snímku Asia získala cenu na festivalu Tribeca v New Yorku. Obsazena byla do snímku Captain America: Nový svět. To vyvolalo odpor protiizraelských aktivistů.
Její rodina přišla do Izraele z Polska a Maďarska. Ve dvou letech se vyléčila z rakoviny ledvin. Přestože byla kvůli těmto potížím osvobozena od povinné vojenské služby (jež se v Izraeli vztahuje i na ženy), absolvovala dobrovolnou službu v armádním divadelním souboru.